# Kreuzberg
Kreuzberg [ˈkʁɔɪ̯tsbɛɐ̯k] (em português:  montanha da Cruz) é uma das montanhas Rhön, no sul da Alemanha. Atinge 928 metros (3 040 pés) de altitude e está localizada na parte bávara do Reno, na província de Baixa Francônia. Kreuzberg – também pode se referir como a "montanha sagrada dos franconianos" – está próxima da cidade de Bischofsheim an der Rhön, no distrito de Rhön-Grabfeld.
Coordenadas: 50° 22′ 15″ N, 9° 58′ 06″ L